# カルロス・クライバー
カルロス・クライバー（Carlos Kleiber、出生名：カール・ルートヴィヒ・クライバー〈Karl Ludwig Kleiber〉、1930年7月3日 ベルリン - 2004年7月13日 コニシツァ）は、ドイツ出身の指揮者。第二次世界大戦期にアルゼンチンに亡命し、後に父の国籍であるオーストリア国籍を取得した（居住はしていない）。父は世界的な指揮者であったエーリヒ・クライバー。

## 人物・来歴

### 出生
父は指揮者で当時ベルリン国立歌劇場音楽監督を務めていたエーリヒ、母はアメリカ人のルース・グッドリッチ（Ruth Goodrich）で、生まれた時にはカール（Karl）と名乗っていた。父親がナチスと衝突、一家でアルゼンチンに亡命するとともに、スペイン語風にカルロスと改名する。

### デビュー
カルロスは1950年、ブエノスアイレスで音楽を学び始めるが、父の勧めで1952年からスイスのチューリッヒ工科大学に一旦は入学する。しかし、その翌年にはミュンヘン・ゲルトナープラッツ劇場の無給練習指揮者になり、父の手助けで1954年にはポツダムの劇場でカール・ミレッカーのオペレッタ『ガスパローネ』を振って指揮者デビューを飾る。この時彼は有名指揮者である父の七光りで判断される事を嫌ったのか、あるいは指揮者になる事を反対していた父エーリヒへの配慮か「カール・ケラー」という芸名を用いている（カルロスのデビューに際し、エーリヒは『幸運を祈る 老ケラーより』と打電したという）。父は指揮者志望の息子に助言を与え、劇場関係者に紹介の労をとる一方、公の場で息子の音楽活動を手厳しく批判したこともあった。偉大な指揮者である父との関係は息子の指揮者人生に複雑で深い影を投げかける事になる。

### 世界的指揮者へ
その後、デュッセルドルフ、チューリッヒ、シュトゥットガルトなどの歌劇場で第1指揮者を務め、1968年にはバイエルン国立歌劇場の指揮者となり名声を確立する。1973年、ウィーン国立歌劇場に『トリスタンとイゾルデ』でデビューし、翌年6月にはロンドンのロイヤル・オペラに『ばらの騎士』で、7月にはバイロイト音楽祭に『トリスタンとイゾルデ』でデビューを果たす。1978年にはシカゴ交響楽団を指揮してアメリカデビュー。その後も世界の著名な歌劇場やオーケストラの指揮台に立つが、一度も特定の楽団や歌劇場と音楽監督などの常任契約を結ぶことなくフリーランスの立場に徹した。

### 晩年
1980年代後半から指揮の回数が2，3年に数回のペースとなってゆく（指揮したオーケストラは主にバイエルン国立管弦楽団、ウィーン・フィルハーモニー管弦楽団、ベルリン・フィルハーモニー管弦楽団など）。クライバーがどこかのオーケストラを指揮するというだけで大ニュースになり、首尾良く演奏会のチケットを入手しても当日、本当に彼が指揮台に立つまでは確かに聴くことができるか保証の限りではなかったが、多くのファンが彼の演奏会を待ち望んでいた。
しかし、1999年1月から2月にかけてバイエルン放送交響楽団を指揮したのを最後に公の場からほぼ姿を消した。そして2004年7月13日、バレエダンサーの妻 Stanka Brezovar（英語版）の故郷スロベニアにて闘病生活（前立腺癌）の末に死去。74歳没。前年に妻を亡くし非常に落胆していたという情報からか、生前のクライバーを知る人の間には自殺説も流れた。

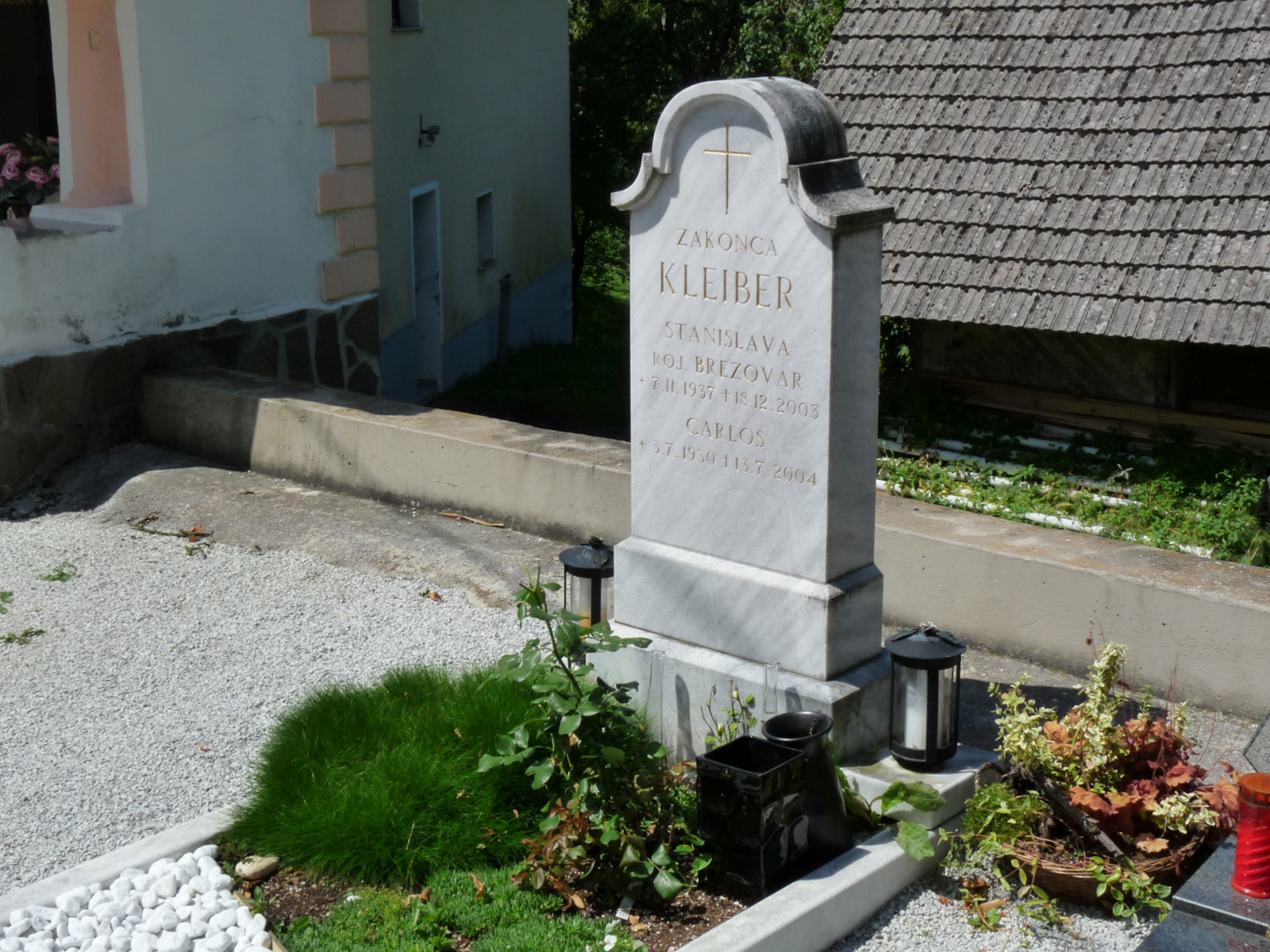
妻ブレツォヴァルとカルロス・クライバーの墓

## 逸話
クライバーはその指揮の回数の少なさに比例してレコーディングの数は少なかったが、ウィーン・フィルハーモニー管弦楽団とのベートーヴェンの交響曲第5番、第7番とブラームスの交響曲第4番（いずれもドイツ・グラモフォンによる録音）は評判が高い。ウィーン・フィルハーモニー管弦楽団以外の録音では、バイエルン国立管弦楽団を指揮したベートーヴェンの『交響曲第4番』が発売当初から好評を巻き起こした。オペラ録音でも『魔弾の射手』『椿姫』『トリスタンとイゾルデ』（以上録音）『こうもり』（録音と映像）『カルメン』（映像）『ばらの騎士』（映像2種）など数少ないものの、それぞれ各曲の名演とされる演奏記録である。しかし『ラ・ボエーム』など多くの録音セッションがクライバー自身の放棄により中断してしまっている。その正規録音の少なさに比例して、放送録音やファンによる会場録音から製作された多くの海賊盤が市場に出回っている。彼はレパートリーを少なく限定し、リハーサルの時間を同時代のチェリビダッケに匹敵するほど多くとり、自分の意に沿わないとわかった仕事は次々とキャンセルするという仕事のスタイルを採り続けた。キャンセルにより代替指揮者が立つリスクがあるにもかかわらず、常にチケットは売り切れた。クライバーは生涯、およそ845回の歌劇・バレエと120回のコンサートの公演を行っている。
ドイツ系の若手指揮者不足が問題化された時期でもあり、カルロスは数少ない希望の星として擬せられたこともあるが、彼自身はそうした期待とはまったく逆の方向へと走っていったといえる。クライバー自身はインタビュー嫌いで有名であり、自身の信条を開陳することはめったになかったが、親交のあったバーンスタインに「私は庭の野菜のように太陽を浴びて成長し、食べて、飲み、愛し合いたいだけ」とこぼしている。しかし、その舞台回数の少なさは、彼のこと音楽に関する極度の神経過敏と、父エーリヒと比較されることへの恐怖心から来るものといわれている。

### ウィーン・フィルハーモニー管弦楽団
クライバーが指揮した数少ないオーケストラの一つであるウィーン・フィルハーモニー管弦楽団は、1974年にベートーヴェンの「交響曲第5番」のレコーディング・セッションで初共演して以来、良好な関係を保ち続けるであろうと思われたが、1982年12月にベートーヴェンの「交響曲第4番」を練習中、意見の相違で楽員と対立し、定期演奏会をキャンセルしてしまう（「テレーズ事件」と呼ばれている。6年間の空白の後、1988年3月に和解して再び指揮台に立ち、モーツァルトの交響曲第36番「リンツ」とブラームスの交響曲第2番で、このときはあまりの練習の多さでミスが目立ったが、以来回数は決して多くないものの演奏を繰り広げた。1989年と1992年にはウィーン・フィルの有名なニューイヤーコンサートを指揮している。

### リハーサル
映像に残る彼のリハーサル風景は、楽員に対し彼の音楽解釈を比喩的な表現を用いて事細かく説明するものである（この点に関して父エーリヒも同様だったという）。またリハーサルの前には必ず作曲家の自筆譜を調べ、他の演奏家による録音を入手して演奏解釈をチェックし、また父エーリヒが使用した総譜を研究するなど入念に準備を行った。しかし細かいリハーサルに対し、本番は独特の流麗優美な指揮姿で、観客を（そしてオーケストラの楽員や同僚の音楽家までも）魅了した（それらは幸い多くの映像に残されており、オペラ映像では舞台上で歌が続く最中にピットの指揮姿だけを1分以上映し続けるという、常識ではありえない編集が行われているものもある）。その指揮から溢れ出る音楽は、めくるめくスピード感、リズム感、色彩の鮮やかさ、詩情の美しさで群を抜いており、世間からしばしば「天才指揮者」と称せられた。またその疾走するような若々しさから、カルロスは常に新時代をリードする音楽家とされてきたが、実際はオーケストラを対向配置（第1ヴァイオリンと第2ヴァイオリンが左右に向き合う配置）にしたり、楽譜に改変を行ったり、楽曲のある部分では弦楽器の弓使いをプルト（同じ譜面台を見る弦楽器の二人一組の単位）ごとに上下逆に弾かせるといった、第2次世界大戦以前に盛んだった方式を用いることが多く、父エーリヒの強い影響の下に旧時代の指揮者たちの流れを汲んでいると見るのが妥当である。オーケストラのパート譜は自分で所有してボウイングなど細かい指示を書き込んで常にそれをリハーサルで使わせたという話である。

## 評価
20世紀を代表する指揮者のカール・ベームは、ドイツ「シュテルン」誌（1981年8月20日号）のインタビューの中で、次の世代の若手指揮者で唯一才能を認めた指揮者として、カルロスをあげている。そこでは「カルロスは天才的な男だよ。父親のようにね」（だけど）「やっぱり（父親と同じく）気難しい男でね、周りの者がてこずってるよ」「彼にはいつも『お前は紡ぎ手だね。人を魅了する紡ぎ手だよ』と言ってるよ」と答えている。ベームとは特に親しかったらしく、バイエルン国立歌劇場でのベーム追悼演奏会を指揮している。その際に演奏（録音）されたものがベートーヴェンの交響曲第4番である。カラヤンは彼を正真正銘の天才と評しており（ヨアヒム・カイザーの談話）、またバーンスタインはクライバーの指揮したプッチーニの『ラ・ボエーム』を「最も美しい聴体験の一つ」だと語っている。

## 来日
1974年にはバイエルン国立歌劇場とともに初来日、1981年、1986年、1988年、1994年にも来日している。1992年にもウィーン・フィルと来日の予定だったが病気のためキャンセルとなった。

### 来日演奏会

#### 1974年
- 共演楽団：バイエルン国立歌劇場
- 日程：9月24日〜10月9日
- 演目：リヒャルト・シュトラウス　楽劇「ばらの騎士」[6]
- 初来日公演

#### 1981年
- 共演楽団：ミラノスカラ座
- 日程：9月2日〜30日
- 演目：ヴェルディ　歌劇「オテロ」[7]
- 演目：プッチーニ　歌劇「ラ・ボエーム」[8]
- エピソード：9月25日、大阪フェスティバルホールで行われたプッチーニの歌劇「ラ・ボエーム」の公演でとんでもないハプニングがあった。第四幕、クライバーのタクトの元、胸を病んだ薄幸のヒロイン、ミミが瀕死の床で最後の力を振り絞って歌い、観客の涙をさそっているその場面で、突然舞台裏から動物の鳴き声が会場中に響き渡った。その動物の正体は第二幕で登場したロバ。通常は会場の外に出しているのだが、外は激しい雨が降っており、そのためスタッフがロバが濡れないように中に入れていたために起こったハプニングだった。クライバーは終演後、このハプニングに怒るどころか、にこっと笑い「いやあ、今日は思いがけない二人目のテノールの競演というおまけがついたね」とユーモアたっぷりに答えたという。

#### 1986年
- 共演楽団：バイエルン国立歌劇場管弦楽団
- 日程：5月9日〜19日
- 演目：ベートーヴェン　交響曲第4番
- 演目：ベートーヴェン　交響曲第7番
- 演目：ウェーバー　魔弾の射手序曲
- 演目：モーツァルト　交響曲第33番
- 演目：ブラームス　交響曲第2番
- アンコール：ヨハン・シュトラウス二世　喜歌劇「こうもり」序曲、その他
- エピソード：追加公演となった5月19日(月)、昭和女子大学人見記念講堂に於ける演奏会の模様はNHKが収録し、後日NHK教育テレビジョン（現NHK Eテレ）で放映している。この演奏会は1986年来日演奏会の最終公演とあってか、演奏会終了後、楽団員が引き払った舞台にクライバーが単独で現れ、舞台下に詰め寄って熱狂的にカーテンコールを送る聴衆一人一人と握手するというサプライズがあった。

#### 1988年
- 共演楽団：ミラノスカラ座
- 日程：9月16日〜30日
- 演目：プッチーニ　歌劇「ラ・ボエーム」[9]

#### 1992年
- 共演楽団：ウィーン・フィルハーモニー管弦楽団
- 本人の体調不良によりキャンセル。代行指揮者はシノーポリが務めた。

#### 1994年
- 共演楽団：ウィーン国立歌劇場
- 日程：10月7日〜20日
- 演目：リヒャルト・シュトラウス　楽劇「ばらの騎士」[10]
- エピソード
  - 10月20日がこの年の最終公演となったが、この日の公演がクライバー生涯最後のオペラ公演となった。後日、この日の演奏についてクライバーは「生涯最高の“ばらの騎士”の演奏ができた」と発言している。
  - 10月20日の演奏会が最終日だったため、最後に特別な演出があった。公演が終わりカーテンコールも終了した後、裏方らも含めて関係者が再び舞台に集まった。クライバーも関係者に引っ張られて再び舞台に登場。舞台に樽酒が用意されて、クライバーら関係者が鏡開き。舞台の上でクライバーをはじめ関係者が樽から升に酒を注いで乾杯した。
  - 10月20日の演奏会について、主催者からのライブ録音の求めがあったが、クライバーは許可しなかった。しかし、後日クライバー自身、演奏に満足したためか、当日の演奏を録音したテープはないかと探し求めた。

## ディスコグラフィ
前述の通り、クライバーが極端にレコーディングを避けていたため、正規の音源は以下のもので全てである（初出LDと記した映像ソースはすべてのちにDVD化されている）。ただし、レコーディングはしたもののクライバーが発売を差し止めたという音源も存在するため、これからそういった音源が発掘されて、正規盤として発売される可能性は大いにある（ちなみにその差し止めとなった音源にはリヒャルト・シュトラウス「英雄の生涯」や「ばらの騎士」などがある）。オペラの公演映像についても同様である。また、リハーサルは開始されたものの中断され、レコーディングに至らなかったものとしては、アルトゥーロ・ベネデッティ・ミケランジェリとのベートーヴェン「皇帝」などがある。数少ない正規録音の中で最大の比率を占めるのがヨハン・シュトラウスであり、たとえ同じ作曲家であっても、嗜好の合わない曲を演奏するのを避けたクライバーにあっては異例なことである。他に、1970年にシュトゥットガルト放送交響楽団を指揮した「魔弾の射手」「こうもり」の各序曲のリハーサルを収録したTV番組がDVD化されており、本番も収録されているので、これも正規録音に含めることが可能である。「こうもり」序曲は、ソフト化はされていないが1986年来日公演のものもNHKが収録放映しており、3つのオーケストラによる4つのライブ映像（うち1つは全曲公演の一部）と1つのスタジオ録音（全曲録音の一部）が流通している状態である。
- ウェーバー：歌劇「魔弾の射手」（全曲）、初出：1973年12月（LP） シュターツカペレ・ドレスデン
- ベートーヴェン：交響曲第5番ハ短調Op.67「運命」、初出：1975年7月（LP） ウィーン・フィルハーモニー管弦楽団
- ヨハン・シュトラウス2世：喜歌劇「こうもり」（全曲）、初出：1976年10月（LP） バイエルン国立管弦楽団
- ベートーヴェン：交響曲第7番イ長調Op.92、初出：1976年12月（LP） ウィーン・フィルハーモニー管弦楽団
- ドヴォルザーク：ピアノ協奏曲ト短調Op.33、初出：1977年8月（LP） バイエルン国立管弦楽団、スヴャトスラフ・リヒテル（ピアノ）
- ヴェルディ：歌劇「椿姫」（全曲）、初出：1978年2月（LP）バイエルン国立管弦楽団
- シューベルト：交響曲第8（7）番ロ短調D.759「未完成」、交響曲第3番ニ長調D.200、初出：1979年12月（LP） ウィーン・フィルハーモニー管弦楽団
- ブラームス：交響曲第4番ホ短調Op.98、初出：1981年5月（LP） ウィーン・フィルハーモニー管弦楽団
- ワーグナー：楽劇「トリスタンとイゾルデ」（全曲）、初出：1982年12月（LP） シュターツカペレ・ドレスデン
- ベートーヴェン：交響曲第4番変ロ長調Op.60、初出：1984年9月（LP） バイエルン国立管弦楽団
- ベートーヴェン：交響曲第4番変ロ長調Op.60、交響曲第7番イ長調Op.92、初出：1988年1月（LD） アムステルダム・コンセルトヘボウ管弦楽団
- ヨハン・シュトラウス2世：喜歌劇「こうもり」（全曲）、初出：1988年4月（LD） バイエルン国立管弦楽団
- リヒャルト・シュトラウス：楽劇「ばらの騎士」（全曲）、初出：1988年6月（LD） バイエルン国立管弦楽団
- ニューイヤーコンサート1989、初出：1989年5月（CD）、1989年7月（LD） ウィーン・フィルハーモニー管弦楽団
- ニューイヤーコンサート1992、初出：1992年4月（CD、LD） ウィーン・フィルハーモニー管弦楽団
- モーツァルト：交響曲第36番ハ長調K.425「リンツ」、ブラームス：交響曲第2番ニ長調Op.73、初出：1993年2月（LD） ウィーン・フィルハーモニー管弦楽団
- シュトラウス：楽劇「ばらの騎士」（全曲）、初出：1994年9月（LD） ウィーン国立歌劇場管弦楽団
- ベートーヴェン：交響曲第6番ヘ長調Op.68、初出：2004年3月（CD）[注釈 10] バイエルン国立管弦楽団
- ベートーヴェン：序曲《コリオラン》Op.62、モーツァルト交響曲第33番変ロ長調K.319、ブラームス：交響曲第4番ホ短調Op.98、初出：2004年12月（DVD）[注釈 11] バイエルン国立管弦楽団
- ベートーヴェン：交響曲第7番イ長調Op.92、初出：2006年1月（SACD） バイエルン国立管弦楽団
- シュトラウス：楽劇「ばらの騎士」（全曲）、初出：2008年10月（SACD） バイエルン国立管弦楽団この演奏はバイエルンだけで通算82回演奏されたうちの1973年7月13日のミュンヘン・オペラ祭に録音されたもののライヴで、ヴィデオのものとは違う音源。

## ドキュメンタリー
- Georg Wübbolt 『Ich bin der Welt abhanden gekommen』（邦題『アイ・アム・ロスト・トゥ・ザ・ワールド』、2010年）[11]

このドキュメンタリーのタイトル『Ich bin der Welt abhanden gekommen』は、マーラーの『リュッケルトの詩による５つの歌曲』の「私は俗世から離れて」 からとられている。「私はこの世から姿を消してしまった。そこでは多くの時間を無駄に過ごしてしまった。消息を聞かなくなってから随分経つでしょう。きっともうすっかり死んだと思われているんだろうな。そう思われても、私にはどうでもいいこと。何も言うことはないよ。だって本当にこの世では死んでいるんだもの。世の中の騒がしさの中では死んでしまって、私だけの静かな場所で安らいでいる。至福の中で、愛の中で、私だけの歌の中でひとりで生きているんだ。」
＜出演＞カルロス・クライバー、スタンカ（妻）、リッカルド・ムーティ、ヴォルフガング・サヴァリッシュ、オットー・シェンク（演出家）、マーティン・エングストローム（仏語版）（レコード会社プロデューサー）、イレアナ・コトルバシュ（歌手）ほか
＜監督＞ゲオルク・ヴュープボルト , 
ドイツで制作された音楽関係者にカルロス・クライバーについて語ってもらったインタビューと彼のリハーサル風景を合わせたドキュメンタリーである。NHK-BSプレミアムで「カルロス・クライバー　～ロスト・トゥー・ザ・ワールド～」というタイトルで放送された。冒頭から随所に「トリスタンとイゾルデ」のリハーサル映像の指揮ぶりが挿入される。「テレーズ事件」の音声も採録されている。
- Eric Schulz 『Traces to Nowhere』（邦題『無への足跡』、2010年）[15]

このドキュメンタリーは、南ドイツの放送局「SERVUS TV」で制作された。
＜出演＞カルロス・クライバー、プラシド・ドミンゴ、ブリギッテ・ファスベンダー（歌手）、オットー・シェンク（演出家）、ヴェロニカ・クライバー（カルロス・クライバーの実姉）、ミヒャエル・ギーレン、マンフレート・ホーネックほか
＜監督＞エリック・シュルツ（独語版）
NHK-BSプレミアムで「目的地なきシュプール ～ 指揮者カルロス・クライバー ～」というタイトルで放送された。2004年7月11日、クライバーは、ミュンヘンから自分の車に乗ってアルプス山脈を経由し、別荘まで6時間の道のり、スロベニアのコシニツァへ向かった。ドキュメンタリーでは、クライバーの生い立ちから指揮者デビュー、シュツットガルトでの活躍、バイエルン国立歌劇場（ミュンヘン）での成功、晩年のウィーンでの模様、避けていたザルツブルク音楽祭、そしてスロベニアでの独りきりの死までが辿られている。「魔弾の射手」序曲、「こうもり」序曲などのリハーサル風景が織り込まれ、ヴェロニカ・クライバー（実姉）（2017年4月、ベロニカ・クライバーは、89歳で死去） へのインタビューや、プラシド・ドミンゴ、マンフレート・ホーネックらによるクライバーの指揮法の解説、ブリギッテ・ファスベンダーが語った、クライバーが東洋の哲学・思想に惹かれていた話などが採録されている。